# Place de la République (Caen)
Pour les articles homonymes, voir Place de la République.
La place de la République, baptisée place Royale jusqu'en 1882, est un espace public du centre de la ville de Caen en Normandie. Cette place est un élément d'un nouveau quartier créé au XVIIe siècle aux marges de la cité. Bien que bombardée en partie pendant la bataille de Caen, cette ancienne place royale est un bon exemple de l'urbanisme à l'époque classique.

## Situation et accès
Cette place est située au cœur du centre ville ancien de Caen. Elle est accessible par sept voies : rue de Strasbourg, rue Pierre-Aimé-Lair, rue du Pont-Saint-Jacques, rue Georges-Lebret, rue Auber, rue Jean-Eudes, rue Paul-Doumer.

## Origine du nom
La place s'appelait place Royale sous l'Ancien Régime, puis place de la Liberté pendant la Révolution française. La place prend son nom actuel en août 1882 sous la Troisième République. Le changement de nom est l'occasion d'une polémique entre républicains et royalistes.

## Historique

### La naissance de la place
Jusqu'à la fin du XVIe siècle, l'urbanisation s'organise à l'intérieur des limites défensives de la vieille ville. Mais au XVIIe siècle, la croissance démographique et l'essor économique que connait la ville sous le règne personnel de Louis XIV obligent la cité à repousser ses frontières. La pression démographique contraint la ville à investir les Petits Prés, protégés à l'ouest par une courtine construite entre 1590 et 1620 pour relier la porte Saint-Étienne et l'île de la Cercle (appelée Champ de foire par la suite) : création de l'actuelle rue de Strasbourg (1600-1609), construction d'un pont sur l'Odon au bout de l'actuelle rue Saint-Laurent (1626).

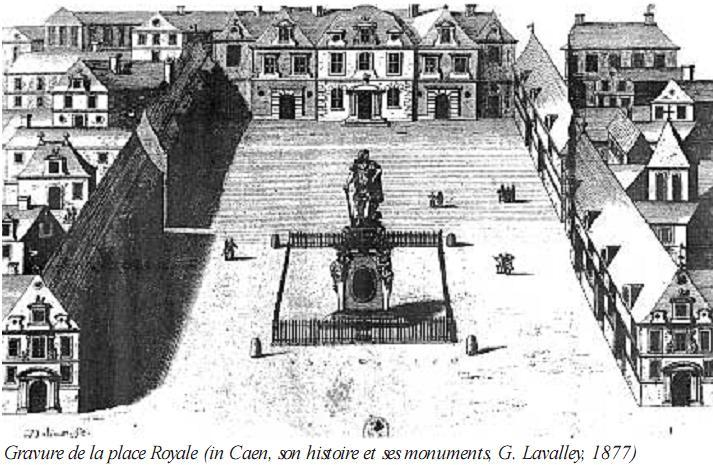
Image fantaisiste de la place Royale en 1877, mais on saisit l'ordonnancement caractéristique des places royales classiques

En 1635-1637, la ville lance une importante opération d'urbanisme consistant à aménager une grande place carrée entourée de maisons construites en pierre de taille sur un alignement déterminé. Le maître voyer Étienne Gondouin établit le tracé. Chaque maison doit compter trois étages au-dessus du rez-de-chaussée et doit être surmontée d'un grand toit ; toutes les quatre fenêtres, la toiture doit être percée de deux lucarnes jumelées sous un fronton.
La place fait environ 90 m sur 125 m. Comme au Moyen Âge, on y accède par des rues percées à chaque angle ; traversant la place du nord et sud, l'actuelle rue de Strasbourg et la rue du pont Saint-Jacques correspondent à l'ancienne chaussée Saint-Jacques ; au sud-ouest, l'actuelle rue Auber conduit à la porte des Près qui se trouvait sur l'actuelle place Gambetta ; au nord-ouest, l'actuelle rue Jean-Eudes mène à l'ancienne Mission faisant l'angle avec la rue Saint-Laurent. Enfin une rue est tracée à l'est de la place (actuelle rue Pierre-Aimé Lair). Ce nouvel espace urbain a l'avantage de combler le vide entre la paroisse Notre-Dame et la paroisse Saint-Jean en offrant par la même occasion une nouvelle voie de circulation pour désengorger le pont Saint-Pierre. L'espace public ainsi formé est appelé place de la Chaussée, en référence à la chaussée Saint-Jacques qui en constitue la bordure orientale.
Entre 1640 et 1680, les maisons s'élèvent lentement sur les côtés est, nord et sud de la place. Il s'agit surtout d'hôtels particuliers comme celui construit vers 1657-1658 dans l'angle sud-ouest de la place par Gaspard Daumesnil, riche fabricant et marchand de serge ; l'hôtel Daumesnil toutefois ne respecte pas les règles d'ordonnancement publiées par la municipalité. Afin de clore définitivement la place, son côté ouest est attribué à Jean Eudes en 1658 afin de construire le séminaire des Eudistes ; une église, consacrée aux Très Saints Cœurs de Jésus et Marie, est construite entre 1664 et 1687. La construction des ailes du petit et grand séminaire de part et d'autre de l'église ne commence qu'en 1691. Elle est terminée en février 1703 et marque l'achèvement du lotissement de la place. La façade fermant la place Royale reprend l'ordonnancement caractéristique du classicisme français. Cette harmonie d'ensemble est rompue par la façade de la chapelle dont la façade s'inspire de l'église du Gesù.
En 1679, la grande place prend officiellement le nom de place Royale. Le 5 septembre 1685, une grande fête solennelle est organisée pour l'inauguration d'une statue de Louis XIV placée au centre de la place. Il n'existe pas de représentation de cette statue sculptée par Jean Postel, mais une description du milieu du XVIIIe siècle permet de s'en faire une image : « Cette statue, qui est l'ouvrage d'un sculpteur de cette ville, est admirée des plus habiles. Elle est haute de 8 pieds, élevées sur un piédestal de 12 ; quatre petites figures y tiennent, sur la corniche, les armes et la devise du Roy, mêlées de différents trophées. Les inscriptions latines et françaises sont gravées en lettres d'or sur quatre tables de marbre noir... ».

### Un haut lieu de l'aristocratie caennaise auxXVIIeetXVIIIesiècles

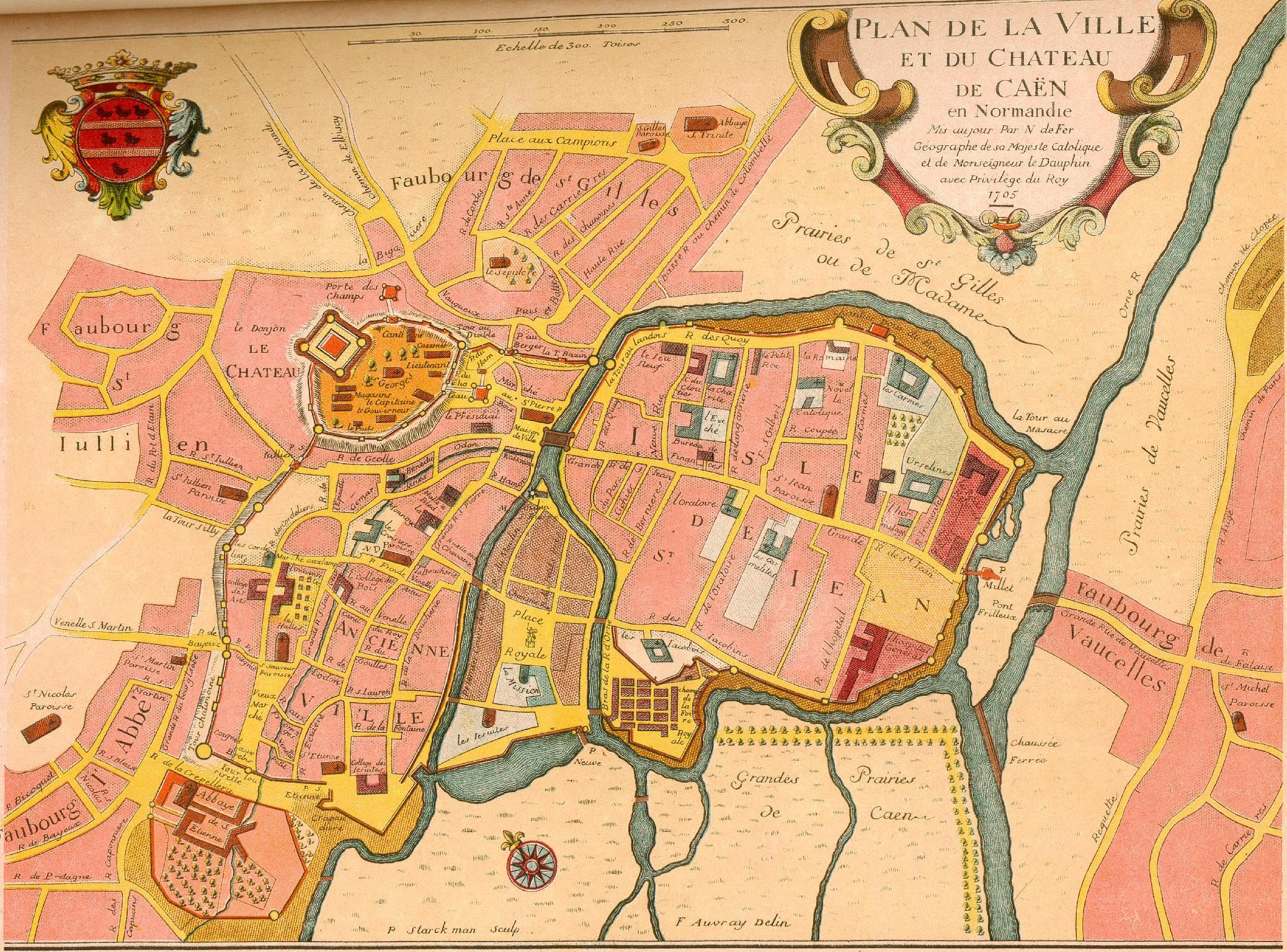
Plan de la ville et du château de Caën en Normandie, 1705

La place est l'une des adresses les plus prisées des notables. En 1740, l'espace central est semé de gazon et sur son pourtour sont plantés des tilleuls sous lesquels sont placés des bancs et des gare-heurts. Selon Jean-Aimar Piganiol de La Force, les allées en diagonale qui mènent à l'espace central où se dresse la statue de Louis XIV sont également plantées de tilleuls. En 1767-1768, les rues entourant la place et les allées la traversant sont pavées. Afin d'assurer la tranquillité des riches habitants, un garde municipal est chargé de déloger « les fainéants, vagabonds et décrotteurs ». L'analyse des registres de l'impôt du Vingtième, créé au début du XVIIIe siècle, a permis d'étudier le niveau social des riverains de la place. On y trouve 35 contribuables déclarés, imposés pour des revenus allant de 40 à 1 200 livres, alors que des revenus compris entre 10 et 20 livres étaient courants dans la plupart des rues de la ville. La moyenne du revenu imposé est de 346 livres pour la place Royale contre 154 livres pour la place Saint-Sauveur (25 contribuables).
Les richesses concentrées sur la place Royale ne sont pas sans attiser les crispations sociales. La place est ainsi le théâtre d'une des plus violentes émeutes de l'Ancien Régime à Caen. Le 25 juin 1725, le prix du blé ayant triplé en quelques mois, la disette s'installe et des altercations éclatent au Tripot (halle au blé, située à l'emplacement de l'actuel 50 rue Saint-Pierre) ; les émeutiers investissent la place Royale et prennent alors pour cible l'hôtel de Gosselin de Noyers, lieutenant de police, et l'Hôtel de Plébois de la Garenne, riche négociant et fermier général de l'abbaye aux Hommes accusé de gaspiller le grain en le transformant en poudre pour ses perruques.
Du fait de sa taille importante au cœur d'une ville densément peuplée, la place est aussi un lieu de prédilection pour la célébration des cérémonies publiques. Les militaires peuvent y parader ; les processions qui sillonnent régulièrement la cité y font également étape. Elle est aussi régulièrement occupée par des spectacles forains et on y tire des feux d'artifice. Lors de ces réjouissances, la concentration de la foule sur la place est si importante que le moindre accident a des issues dramatiques : 6 morts et 80 blessés sont ainsi décomptés à la suite d'un mouvement de panique provoqué par l'incendie du pas de tir d'un feu d'artifice.

### Le cœur du quartier administratif auXIXesiècle
Après la Révolution, le quartier devient le centre politique et administratif de la ville. En 1792, la municipalité installe l'hôtel de Ville, à l'étroit dans l'hôtel d'Escoville, dans le séminaire des Eudistes. Dans la partie supérieure de l'ancien église, on installe la bibliothèque municipale. Dans des galeries du séminaire, on aménage également le musée des beaux-arts de Caen et les archives municipales. Enfin, on bâtit une nouvelle aile sur la rue Jean-Eudes au début des années 1880 pour loger l'hôtel des Postes. À proximité de la place, l'Hôtel de préfecture du Calvados est construit de 1812 à 1857 à l'emplacement de l'Hôtel de Manneville.
Le 3 juillet 1791, la statue de Louis XIV est détruite, et la place prend le nom de place de la Liberté. Elle reprend ensuite son ancien nom (place Royale) et une nouvelle statue de Louis XIV sculptée par Louis Petitot est inaugurée le 24 avril 1828,.
En 1882, Albert Mériel, nouvellement élu à la tête de la municipalité de Caen, décide de rebaptiser le lieu et de déplacer la statue de Louis XIV afin d'effacer le souvenir de toutes « les oppressions et des tyrannies » imputées à la monarchie. Le projet provoque un scandale qui dépasse les limites de la capitale bas-normande ; la presse parisienne s'en fait les échos et même The Times participe à la polémique. La place Royale devient place de la République en août 1882 et la statue de Louis XIV est déplacée au mois de septembre devant le parc du lycée Malherbe, alors installé dans l'abbaye aux Hommes,. En 1883, elle est remplacée par un kiosque à musique construit au milieu de la place de la République transformée en square. Cet espace vert est entouré de bordures en granit surmontées d'une grille de 1,20 m de haut. Sous prétexte qu'ils empêchent la lumière de passer et provoquent ainsi l'insalubrité des bâtiments bordant la place, les vieux arbres ceinturant la place sont coupés, à l'exception de ceux qui se trouvaient du côté nord. 

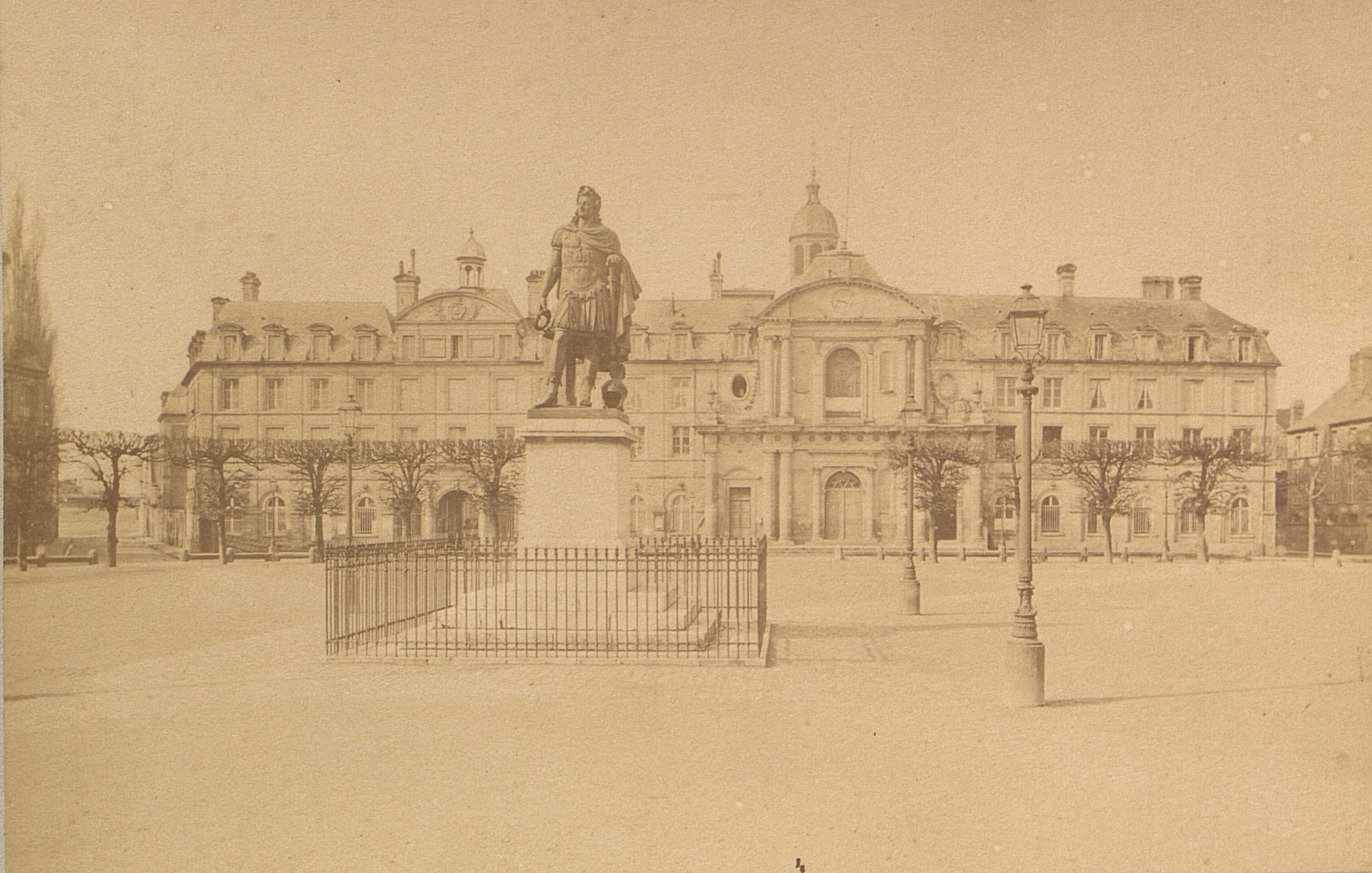
La statue de Louis XIV en 1870 au centre de la place avant son déplacement devant l'abbaye aux Hommes.
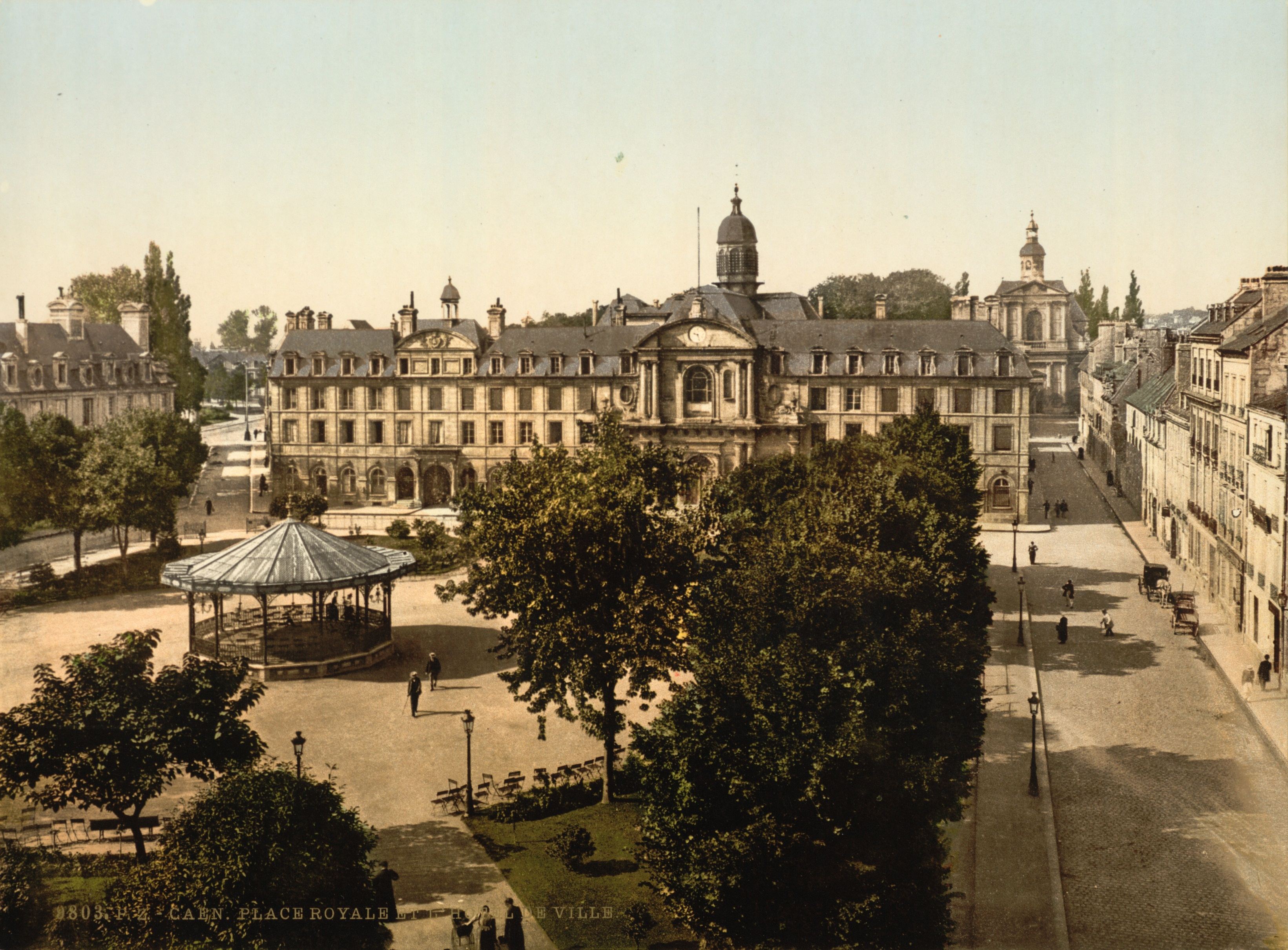
La place de la République à la Belle Époque après le transfert de la statue de Louis XIV et l'aménagement en square.

Plusieurs sculptures sont placées dans le square afin de l'agrémenter :
- Les dénicheurs d'Auguste Jean Baptiste Lechesne, groupe de deux statues (Enfants dénicheurs et Enfants dénicheurs mordus par des serpents) en plâtre est présentés au Salon de 1855. Elles sont reproduites en bronze en 1857 et sont d'abord installés dans la cour du musée des beaux-arts de Caen, puis déplacées à l'est du square ;
- Le monument à Daniel-François-Esprit Auber réalisé par Eugène Delaplanche, inauguré le 10 juin 1883[25] à l'ouest du square. Progressivement endommagé par les intempéries, il est retiré en 1905 et mis à l'abri dans le foyer du théâtre. Le monument à Demolombe est installé à son emplacement ;
- Le monument à Demolombe, réalisé par Edmond de Laheudrie, inauguré le 5 août 1905[26] et remplaçant le monument précédent. Il représente Charles Demolombe en train d'enseigner. Sa main droite est levée, l'index dressé, sa main gauche maintient un livre ouvert. Au pied du piédestal, un étudiant assis, autoportrait de Laheudrie qui a été élève de Demolombe, lève la tête vers son professeur. Il tient un crayon dans sa main droite et une feuille dans la main gauche.

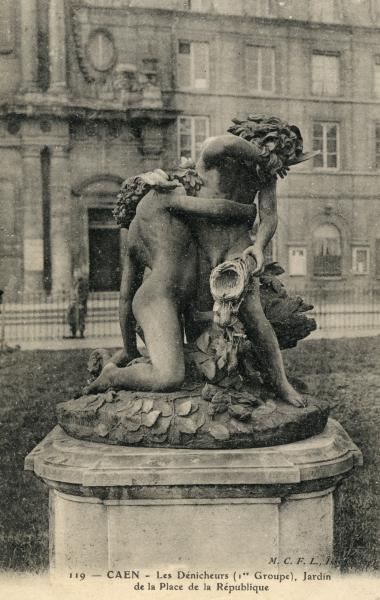
Enfants dénicheurs.
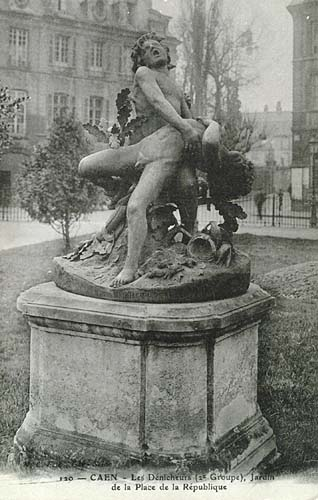
Enfants dénicheurs mordus par des serpents.
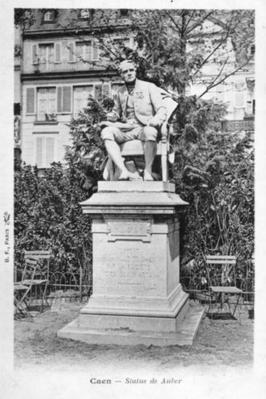
Monument à Daniel-François-Esprit Auber.
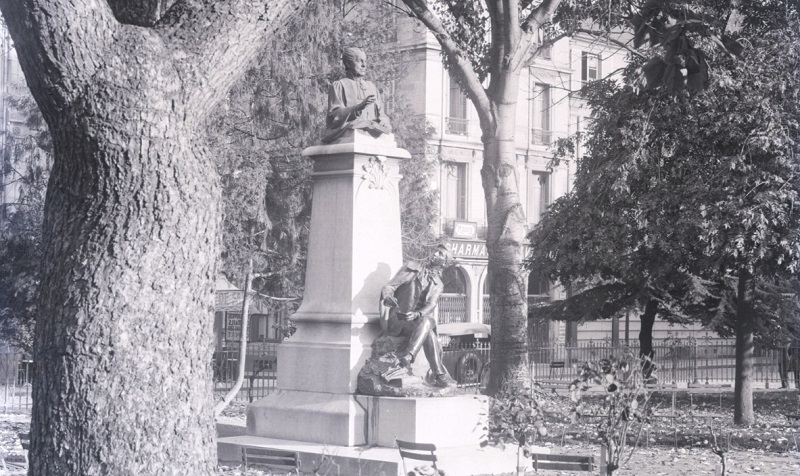
Monument à Charles Demolombe.

En 1932, deux nouveaux accès sont percés à l'ouest de la place selon un axe nord-sud entre la rue Saint-Pierre et l'actuel boulevard Maréchal Leclerc : rue Paul-Doumer (nécessitant la démolition de l'hôtel d'Oilliamson au 18 place royale) et rue Georges-Lebret dans laquelle Pierre Chirol érige le nouvel hôtel des postes de Caen dans le style Art déco.

### La Seconde Guerre mondiale et la reconstruction partielle

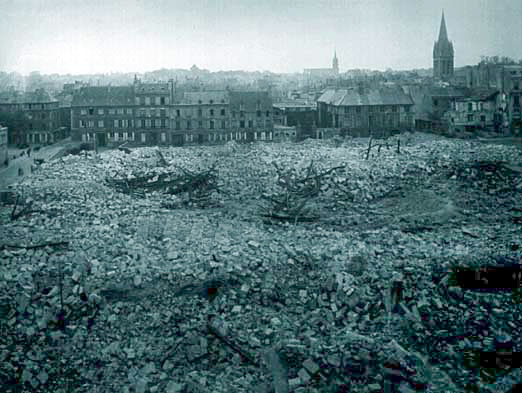
Emplacement du séminaire des Eudistes en 1944

Le 7 juin 1944, la place est durement frappée par les bombardements aériens ; l'hôtel de ville est en grande partie détruit. Le 13 juin, la place est à nouveau touchée ; l'hôtel de la Place Royale, le café de l'hôtel de ville et les immeubles de la rue du Moulin partent en flamme. Le dernier bombardement aérien des Alliés, le 7 juillet, détruit ce qu'il reste de l'hôtel de ville. Après avoir été déblayée, la place de la République est occupée, dans sa partie est, par le « Village nègre », véritable centre commercial provisoire dont le dernier stand n'est abattu qu'en 1959. Une partie du côté nord de la place et la totalité du côté est doivent être reconstruits ; à l'ouest, l'hôtel de ville n'est plus qu'un champ de ruines.
Sa reconstruction sur son emplacement original est programmée par Marc Brillaud de Laujardière dès 1945, mais son projet déposé en 1949 est rejeté par le conseil municipal. Après de longs débats, on abandonne en 1952 l'idée de reconstruire l'hôtel de ville et la municipalité s'installe dans l'abbaye aux Hommes en 1964. La place de la République est depuis lors un espace essentiellement commercial (banques, hôtels, restaurants, etc). Jusqu'au milieu des années 2010, quelques administrations y demeurent toutefois, notamment dans l'hôtel Daumesnil, siège de Caen la Mer et du tribunal d'instance de Caen ; les services de Caen la Mer quittent cependant ces locaux en 2014 pour le quartier des rives de l'Orne et le tribunal d'instance est transféré en 2016 dans le nouveau palais de justice sur la presqu'île portuaire.
Après l'échec du projet de nouvelle mairie sur le terrain du séminaire des Eudistes, le site est planté d'arbres en 1953 et la même année, on y aménage un parking. Aujourd'hui, la place a certes gagné une vue sur l'église Notre-Dame-de-la-Gloriette, autrefois isolée, mais a perdu ses proportions originales. Toutefois le site de l'ancien séminaire est toujours réservé dans le plan local d'urbanisme actuellement en vigueur pour un équipement public. On envisage un temps la construction de la bibliothèque-médiathèque à vocation régionale sur ce site, ce qui aurait permis de retrouver les volumes et les perspectives de la place de la République ; mais cet équipement culturel est en définitive construit sur la Presqu'île. Lors de la campagne pour les élections municipales 2014, Joël Bruneau, candidat finalement élu, désigne le site pour accueillir une halle de produits frais et régionaux. Le projet retenu est dévoilé le 12 octobre 2016. Le parc de stationnement est fermé en décembre 2016, mais ce n'est qu'en février 2021 que les tilleuls sont abattus en vue de construire le centre commercial et la halle gourmande. Le site de l'ancien séminaire fait l'objet de fouilles préventives, d'abord partielles en octobre 2018, avant le creusement d'un bassin de rétention des eaux, et plus complètes sur l'ensemble du site fin 2021 dans le cadre du projet de centre commercial. Ce projet commercial est toutefois mis en pause en mars 2022. Une nouvelle version du projet a été présentée en octobre 2022, mais les travaux n'ont pas commencé et le site reste inoccupé. Le projet de centre commercial est définitivement abandonné le 11 mars 2025.
La place reste l'un des principaux squares du centre de la ville. En 1959, le kiosque à musique est démoli  et le monument en l'honneur de Demolombe est démonté. Une grande fontaine constituée de deux bassins et de jets d'eau est aménagée dans la partie est de la place. En 1974, la place fait l'objet de grands travaux d'aménagement après la construction d'un parc de stationnement souterrain de 527 places. La grande fontaine est remplacée par une fontaine plus petite sur la partie sud de la place. En 2017, un projet de réaménagement complet de la place est présenté en concertation publique. Les travaux commencent en septembre 2018. Les nouveaux aménagements de la place sont inaugurés le 23 novembre 2019. Le monument à Demolombe est remonté à son emplacement d'origine en 2024.

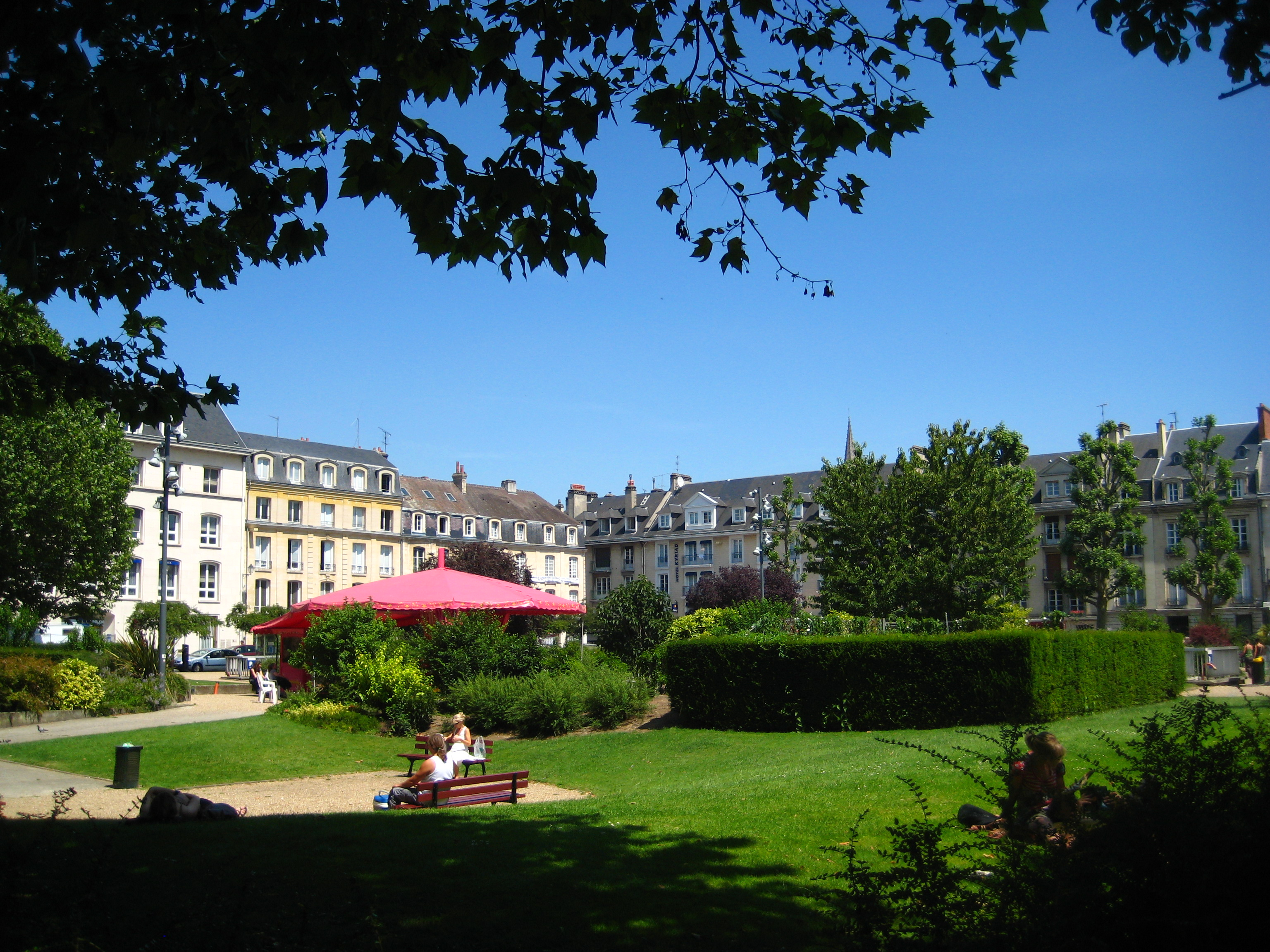
La place en 2009 avant le réaménagement
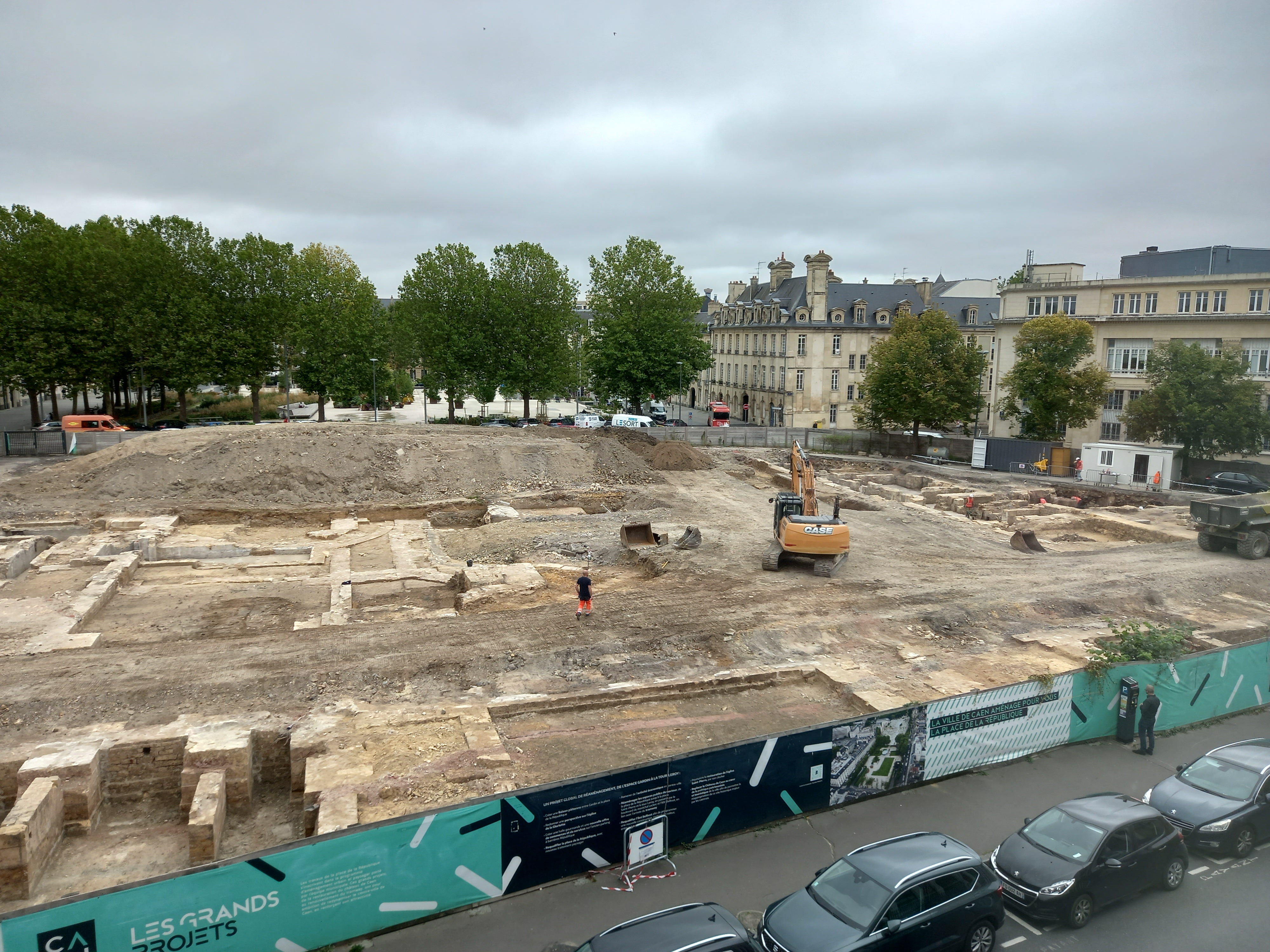
Fondations du séminaire des Eudistes lors de la fouille de 2021
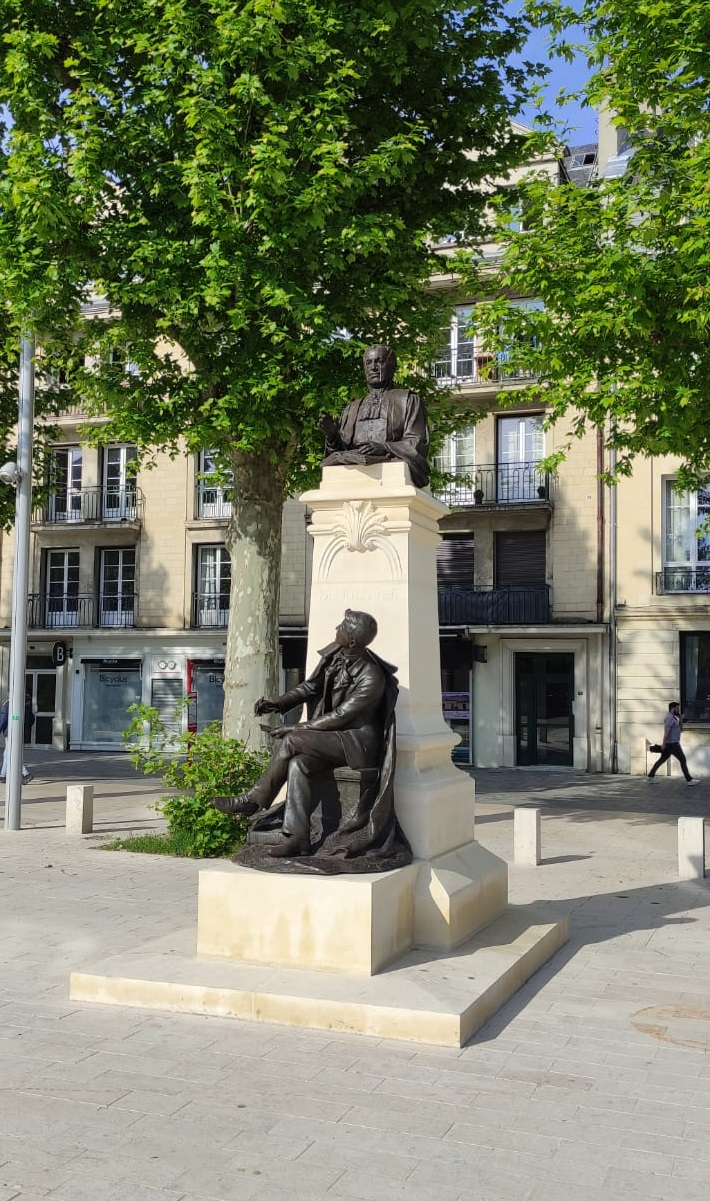
Monument à Demolombe en 2024

## Bâtiments remarquables et lieux de mémoire
Malgré les bombardements de 1944, la place de la République, inclus dans le périmètre du site du centre ancien Caen inscrit en 1978, conserve un riche patrimoine de bâtiments protégés au titre des monuments historiques.
|                                      | Parties protégées | Date et type de protection   | Adresse                          | Propriétaire   | Image |
| ------------------------------------ | --- | ---------------------------- | -------------------------------- | -------------- | ----- |
| Hôtel Daumesnil                      | Totalité de l'édifice | Inscrit le 1er juin 1927     | 23 et 25, place de la République | Mairie de Caen |       |
| Hôtel de Banville                    | Façades et toitures sur rue Jean Eudes et sur la cour d'honneur Portail d'entrée et sa grille fer forgé Chambre sud-ouest, bibliothèque, salon et petit cabinet au premier étage avec leurs décors de lambris | Inscrit le 9 juillet 1980    | 20 et 22, rue Jean Eudes         | Privé          |       |
| Immeuble des 22 et 24 rue Jean-Eudes | Façade sur rue et versant de toiture correspondant | Inscrit le 13 septembre 1960 | 24 rue Jean Eudes                | Privé          |       |
| Hôtel des postes                     | Façades et toitures | Inscrit le 10 août 2010      | 2, rue Georges-Lebret            | Public         |       |

D'autres immeubles historiques de la place ne sont pas classés ou inscrits :
- au n°11, hôtel Paisant, hôtel particulier de style néo-classique construit vers 1780 à l'emplacement d'un immeuble plus ancien[49] ; toutefois les boiseries et l'ensemble de la décoration Louis XVI qui ornaient le salon ont été déplacés au 27 rue du Bel-Air à Meudon et sont classés[50] ;
- au n°12-14, hôtel de Boislambert ou Gautier, attesté à la fin du XVIIIe siècle[51].